# Wilhelm von Ditfurth (General, 1874)
Wilhelm Börries Hans Otto von Ditfurth (geboren 7. August 1874 in Minden; gestorben 20. Mai 1949 in Lemmie) war ein deutscher Generalmajor, Gutsbesitzer und Politiker (DNVP).

## Leben
Wilhelm von Ditfurth war der älteste Sohn der Amalie von Hattorf (1851–1934) und des preußischen Landrats und Besitzers von Gut Lemmie (aus dem Besitz seiner Frau) und Mitbesitzers des Guts Lübrassen und des Forstguts Ditfurth Franz von Ditfurth (1840–1909).
Von Ditfurth wurde Soldat und gehörte dem preußischen Kadettenkorps an. Er wurde 1894 zum Leutnant befördert und besuchte von 1905 bis 1907 die Preußische Kriegsakademie. Danach gehörte er von 1908 bis 1913 dem Generalstab an. Im Ersten Weltkrieg wurde er Generalstabsoffizier im Rang eines Oberstleutnants im IX. Armee-Korps. 1919 schied er aus dem Militärdienst aus. In der Weimarer Republik wurde er Mitglied der Deutschnationalen Volkspartei und fungierte von 1922 bis 1935 als Mitherausgeber und Aufsichtsratsvorsitzender des DNVP-Organs Niederdeutsche Zeitung. Von 1924 bis 1928 war er Abgeordneter der DNVP im Preußischen Landtag für den Wahlkreis 16 Südhannover und war Mitglied im Ausschuss für landwirtschaftliches Siedlungswesen und im Ausschuss zur Pflege der Leibesübungen.
Von Ditfurth war Offizier im Zweiten Weltkrieg und wurde 1940 Kommandant des Kriegsgefangenenlagers Stalag XI B in Fallingbostel und nach dem Westfeldzug Kommandant in Kriegsgefangenenlagern in Frankreich und Belgien. Ende 1940 wurde er Chef des Generalstabs im besetzten Dänemark und 1941 Generalstabschef des Kommandos XXXVII im Range eines Generalmajors. 1943 wurde er in die Führerreserve beim Oberkommando des Heeres versetzt.
Von Ditfurth heiratete 1898 in Windischleuba Elisabeth Freiin von Münchhausen (1879–1959), eine Tochter von Börries von Münchhausen (1845–1931) und Schwester des Dichters Börries von Münchhausen.
Von Ditfurth war Ritter des Ordens Pour le Mérite, Ritter des Königlichen Hausordens von Hohenzollern und Rechtsritter des Johanniterordens.